# John of Séez
John of Séez († 1142) war Bischof von Rochester.
Er wurde im Jahre 1137 zum Bischof geweiht. Es gibt vereinzelte Hinweise auf einen ungenannten Bischof von Rochester zwischen 1139 und 1140, als Begleiter des neugewählten Erzbischofs von Canterbury Theobald auf dem Zweiten Lateranischen Konzil im April 1139. Hierbei wird es sich um ihn gehandelt haben.